# Metropolitní oblasti na Ukrajině
Metropolitní oblasti na Ukrajině (ukrajinsky Міські агломерації України, Mis'ki ahlomeraciji Ukrajiny) definovala Vláda Ukrajiny dle jednotné metodiky vymezení metropolitních oblastí (aglomerací) v rámci Státní strategie regionálního rozvoje na léta 2021-2027. Metropolitní oblasti vznikly za účelem investic do infrastruktury, reindustrializace, sjednocení dopravního spojení a zvýšení oblužnosti měst v aglomeraci.

## Definice
Státní strategie regionálního rozvoje na léta 2021-2027 definuje metropolitní oblasti jako aglomerace, tedy jako:
územní shluky sídel (především města), které tvoří ucelené sociálně-teritoriální útvary s počtem obyvatel více než 500 000 lidí.

## Historie
Poprvé byly metropolitní oblasti vymezeny na Ukrajině v 60. letech, kdy aglomerace se nacházely mezi milionovými městy, jako například Kyjev či Charkov. Aglomerace byly považovány za kompaktní prostorová seskupení sídel, převážně městských, sjednocená různými intenzivními vazbami.

## Členění
Nyní se na Ukrajině nachází 49 aglomerací, které se dělí na aglomerace okolo města a na aglomerace okolo dvou a více měst.
| Název aglomerace                                     | Počet obyvatel (2017) | Rozloha (km²) | Hustota zalidnění (obyvatel/km²) | Hlavní města                                                            |
| ---------------------------------------------------- | --------------------- | ------------- | -------------------------------- | ----------------------------------------------------------------------- |
| Doněcko-Luhanský shluk aglomerací* (Donbas)          | 4 750 000             | —             | —                                | Luhansk, Doněck, Makijivka, Kramatorsk, Lysyčansk                       |
| Kyjevská aglomerace                                  | 3 740 700             | 13 593        | 275                              | Kyjev, Boryspil, Brovary, Irpiň, Vasylkiv, Obuchiv, Fastiv, Bila Cerkva |
| Charkovská aglomerace                                | 2 076 200             | 11 847        | 175                              | Charkov, Čuhujiv, Ljubotyn                                              |
| Doněcká aglomerace*                                  | 1 840 700             | 8 093         | 227                              | Doněck, Makijivka                                                       |
| Dniprovská aglomerace                                | 1 731 200             | 12 887        | 134                              | Dnipro, Kamjanske, Novomoskovsk                                         |
| Oděsská aglomerace                                   | 1 585 200             | 3 990         | 162                              | Oděsa, Čornomorsk, Teplodar                                             |
| Lvovská aglomerace                                   | 1 239 200             | 9 096         | 136                              | Lvov                                                                    |
| Kryvorižská aglomerace (Kryvbas)                     | 1 010 100             | 19 919        | 58                               | Kryvyj Rih, Oleksandrija, Žovti Vody                                    |
| Záporožská aglomerace                                | 1 009 500             | 8 200         | 123                              | Záporoží                                                                |
| Černovická aglomerace                                | 731 800               | 4 971         | 147                              | Černovice                                                               |
| Vinnycká aglomerace                                  | 658 100               | 5 100         | 129                              | Vinnycja, Žmerynka                                                      |
| Horlivská aglomerace*                                | 652 400               | 2 708         | 240                              | Horlivka, Bachmut                                                       |
| Mariupolská aglomerace*                              | 639 700               | 4 597         | 139                              | Mariupol                                                                |
| Kramatorská aglomerace                               | 558 800               | 4 199         | 133                              | Kramatorsk, Slovjansk, Lyman                                            |
| Luhanská aglomerace*                                 | 554 400               | 4 352         | 127                              | Luhansk                                                                 |
| Mykolajivská aglomerace                              | 554 200               | 3 040         | 182                              | Mykolajiv                                                               |
| Rovenská aglomerace                                  | 541 900               | 5 305         | 102                              | Rovne, Dubno                                                            |
| Chersonská aglomerace*                               | 529 400               | 7 409         | 71                               | Cherson, Hola Prystaň                                                   |
| Čerkaská aglomerace                                  | 528 300               | 4 199         | 125                              | Čerkasy, Smila                                                          |
| Chmelnycká aglomerace                                | 526 000               | 6 500         | 80                               | Chmelnyckyj, Starokosťantyniv                                           |
| Žytomyrská aglomerace                                | 518 500               | 5 872         | 88                               | Žytomyr                                                                 |
| Ivano-Frankivská aglomerace                          | 498 700               | 3 026         | 164                              | Ivano-Frankivsk                                                         |
| Alčevsko-Kadijivská aglomerace* (Centralno-Luhanská) | 493 000               | —             | —                                | Alčevsk, Kadijivka                                                      |
| Sumská aglomerace                                    | 490 400               | 6 009         | 81                               | Sumy, Lebedyn                                                           |
| Ternopilská aglomerace                               | 487 600               | 4 473         | 109                              | Ternopil                                                                |
| Kremenčucká aglomerace                               | 460 200               | 6 853         | 67                               | Kremenčuk, Horišni Plavni                                               |
| Zakarpatská aglomerace (Užhorodsko-Mukačevská)       | 458 800               | 3 237         | 141                              | Užhorod, Mukačevo                                                       |
| Poltavská aglomerace                                 | 431 200               | 4 277         | 100                              | Poltava                                                                 |
| Lucká aglomerace                                     | 421 600               | 4 302         | 98                               | Luck                                                                    |
| Sevastopolská aglomerace*                            | 400 000               | —             | —                                | Sevastopol                                                              |
| Černihivská aglomerace                               | 386 000               | 3 591         | 107                              | Černihiv, Slavutyč                                                      |
| Severodoněcko-Lysyčanská aglomerace* (Trojehrad)     | 380 400               | 1 823         | 208                              | Severodoněck, Lysyčansk                                                 |
| Simferopolská aglomerace*                            | 380 000               | —             | —                                | Simferopol                                                              |
| Pokrovská aglomerace                                 | 323 900               | 3 711         | 87                               | Pokrovsk, Myrnohrad                                                     |
| Nikopolská aglomerace                                | 300 900               | 3 243         | 83                               | Nikopol, Marhanec, Pokrov                                               |
| Pavlohradská aglomerace                              | 295 700               | 5 010         | 59                               | Pavlohrad, Ternivka                                                     |
| Kalušská aglomerace                                  | 289 700               | 3 563         | 81                               | Kaluš, Bolechiv                                                         |
| Kropyvnycká aglomerace                               | 282 100               | 2 627         | 107                              | Kropyvnyckyj                                                            |
| Chrustalnecká aglomerace*                            | 270 800               | 2 132         | 127                              | Chrustal, Antracyt                                                      |
| Kamenecko Podolská aglomerace                        | 268 500               | 3 676         | 73                               | Kamenec Podolský                                                        |
| Melitopolská aglomerace*                             | 265 400               | 5 640         | 47                               | Melitopol                                                               |
| Šachtarská aglomerace*                               | 243 700               | 1 548         | 157                              | Šachtarsk, Chrestivka, Snižne                                           |
| Drohobyčská aglomerace                               | 237 600               | 1 365         | 174                              | Drohobyč, Boryslav, Truskavec                                           |
| Červonohradská aglomerace                            | 223 900               | 2 296         | 97                               | Červonohrad                                                             |
| Jaltská aglomerace*                                  | 191 800               | 883           | 217                              | Jalta, Alušta                                                           |
| Kachovská aglomerace*                                | 187 500               | 3 400         | 55                               | Kachovka, Nova Kachovka                                                 |
| Berďanská aglomerace*                                | 171 500               | 2 260         | 52                               | Berďansk                                                                |
| Sorokynská aglomerace*                               | 131 600               | 1 463         | 90                               | Sorokyn                                                                 |
| Stryjská aglomerace                                  | 127 100               | 844           | 150                              | Stryj                                                                   |
| Dovžanská aglomerace*                                | 91 500                | 1 216         | 75                               | Dovžansk                                                                |

- Aglomerace napsané kuzivou nejsou de iure aglomeracemi
- Aglomerace napsané kurzívou s * jsou pod kontrolou Ruska